# 马头铺镇
马头铺镇，是中华人民共和国河北省石家庄市新乐市下辖的一个乡镇级行政单位。

## 行政区划
马头铺镇下辖以下地区：
北齐同村、南齐同村、陈家庄村、林曲村、南城西村、北城西村、马头铺村、东庄村、南双晶村、北双晶村、东田村、内营村、西名村、张家庄村、西安家庄村、义合庄村、马石桥村、小石家庄村和东阳村。